# Избрана световна фантастика
„Избрана световна фантастика“ е поредица от фантастични книги на издателска къща „Бард“, започната през 1993 г. Отличена е с наградата „Гравитон“ през 1994 г.

## Издадени книги
1993
1. „Магистрала на вечността“ – Клифърд Саймък

2. „Човекът във високия замък“ – Филип Дик

3. „Господарят на светлината“ – Роджър Зелазни

4. „Време на промени“ – Робърт Силвърбърг

5. „Втора одисея: 2010“ – Артър Кларк

6. „Гейтуей“ – Фредерик Пол

7. „Звездна вълна се надига“ – Дейвид Брин

8. „Война на реалности“ – Филип Дик

9. „Снежната кралица“ – Джоан Д. Виндж

10. „Игрите на Вор“ – Лоис Макмастър Бюджолд

1994
11. „Последният сребърник“ – Джеймс Блейлок

12. „Сфера“ – Майкъл Крайтън

13. „Гейтуей II“ – Фредерик Пол

14. „Свят извън времето“ – Лари Нивън

15. „Пътят на славата“ – Робърт Хайнлайн

16. „Кошерът на Хелмстрьом“ – Франк Хърбърт

17. „Планетата на прокълнатите“ – Хари Харисън

18. „Еон“ – Грег Беър

19. „Бараяр“ – Лоис Макмастър Бюджолд

20. „Хиперион“ – Дан Симънс

1995
21. „Октагон“ – Фред Саберхаген

22. „Посетителите“ – Клифърд Саймък

23. „Падането на Хиперион“ – Дан Симънс

24. „Хронобандити“ – Роджър Зелазни

25. „Огледален танц“ – Лоис Макмастър Бюджолд

26. „Протектор“ – Лари Нивън

27. „Кобра“ – Тимъти Зан

28. „Пътят на марсианците“ – Айзък Азимов

29. „Сантяго“ – Майк Резник

30. „Вечност“ – Грег Беър

1996
31. „Войната на Ъплифта“ – Дейвид Брин

32. „Пътешествията на Тъф“ – Джордж Мартин

33. „Пейзажите на времето“ – Грегъри Бенфорд

34. „Черна дупка“ – Стивън Бакстър

35. „Ендимион“ – Дан Симънс

36. „Стоманения плъх“ – Хари Харисън

37. „Червеният Марс“ – Ким Стенли Робинсън

38. „За честта на Вор“ – Лоис Макмастър Бюджолд

39. „10-а по Рихтер“ – Артър Кларк

40. „Ударът на кобрата“ – Тимъти Зан

1997
41. „Машините на бога“ – Джак Макдевит

42. „Воини на светлината“ – Л. Рон Хабърд

43. „Зеленият Марс“ – Ким Стенли Робинсън

44. „Скалата“ – Робърт Дохърти

45. „Гордостта на завоевателите“ – Тимъти Зан

46. „Звездният риф“ – Дейвид Брин

47. „Стоманеният плъх си свирка блус“ – Хари Харисън

48. „Гейтуей III“ – Фредерик Пол

49. „Падналите богове“ – Дейвид Зиндел

50. „Диамантената ера“ – Нийл Стивънсън

1998
51. „Границите на безкрая“ – Лоис Макмастър Бюджолд

52. „Триумфът на Ендимион“ – Дан Симънс

53. „За подмяна“ – Майкъл Маршал Смит

54. „Брегът на вечността“ – Дейвид Брин

55. „Играчът на играчите“ – Йън М. Бенкс

56. „Терминален експеримент“ – Робърт Сойер

57. „3001-последната одисея“ – Артър Кларк

58. „Книга на Страшния съд“ – Кони Уилис

59. „Синият Марс“ – Ким Стенли Робинсън

60. „Войната на вярата“ – Л. Е. Модезит младши

1999
61. „Нощен влак за Вавилон“ – Рей Бредбъри

62. „Стълба към небето“ – Дейвид Брин

63. „Сетаганда“ – Лоис Макмастър Бюджолд

64. „Донърджак“ – Роджър Зелазни

65. „КК Старплекс“ – Робърт Сойер

66. „Преместването на Марс“ – Грег Беър

67. „Стоманеният плъх в танц със смъртта“ – Хари Харисън

68. „Денят на пришълците“ – Робърт Силвърбърг

69. „Сделка за кобри“ – Тимъти Зан

70. „Всичко отначало“ – Колин Грийнланд

2000
71. „Братя по оръжие“ – Лоис Макмастър Бюджолд

72. „Гейтуей IV“ – Фредерик Пол

73. „Прашинка в божието око“ – Лари Нивън и Джери Пурнел

74. „Господарят демон“ – Роджър Зелазни

75. „Наследството на завоевателите“ – Тимъти Зан

76. „Сайтин“ – К. Дж. Чери

77. „Императорската гвардия“ – Лоис Макмастър Бюджолд

78. „Открадни си свят“ – Колин Грийнланд

79. „Дяволски свят“ – Пол Андерсън

80. „Светлината на другия ден“ – Артър Кларк и Стивън Бакстър

2001
81. „Комар“ – Лоис Макмастър Бюджолд

82. „Алеята на прокълнатите“ – Роджър Зелазни

83. „Потапяне в слънцето“ – Дейвид Брин

84. „Многоръкият бог на Далайна“ – Святослав Логинов

85. „Планетата в края на времето“ – Фредерик Пол

86. „Спусъкът“ – Артър Кларк и М. П. Макдауъл

87. „Гонитба за Икар“ – Тимъти Зан

88. „Сянката на Инквизитора“ – Джийн Улф

89. „Ноктите на Помирителя“ – Джийн Улф

90. „Стен“ – Алън Кол и Крис Бънч

2002
91. „Цивилна кампания“ – Лоис Макмастър Бюджолд

92. „Вълчи светове“ – Алън Кол и Крис Бънч

93. „Лъвовете на Ал-Расан“ – Гай Гавриел Кай

94. „Ангелиада“ – Тимъти Зан

95. „От прахта родени“ – Рей Бредбъри

96. „Мечът на Ликтора“ – Джийн Улф

97. „Цитаделата на Аутарха“ – Джийн Улф

98. „Килн хора“ – Дейвид Брин

99. „Планетата на ветровете“ – Джордж Мартин и Лайза Татъл

100. „Радиото на Дарвин“ – Грег Беър

2003
101. „Скритата империя“ – Кевин Дж. Андерсън

102. „Сьомгата на съмнението“ – Дъглас Адамс

103. „Дипломатически имунитет“ – Лоис Макмастър Бюджолд

104. „Дворът на хилядата слънца“ – Алън Кол и Крис Бънч

105. „Суперкомандос“ – Ричард Морган

106. „Блекколар“ – Тимъти Зан

107. „Паравреме“ – Х. Бийм Пайпър

108. „Гневът на хидрогите“ – Кевин Дж. Андерсън

109. „Войната на завоевателите“ – Тимъти Зан

110. „Рома Етерна“ – Робърт Силвърбърг

2004
111. „Бил Галактическия герой на планетата на бутилираните мозъци“ – Хари Харисън и Робърт Шекли

112. „Наемниците на Дендарии“ – Лоис Макмастър Бюджолд

113. „Бог на гнева“ – Филип Дик и Роджър Зелазни

114. „Първата вълна“ – Робърт Силвърбърг

115. „Илион“ – Дан Симънс

116. „Филидор, джуджето и архонта“ – Матю Хюз

117. „Сразени ангели“ – Ричард Морган

118. „Флотът на прокълнатите“ – Алън Кол и Крис Бънч

2005
119. „Окото на времето“ – Артър Кларк и Стивън Бакстър

120. „Буреносни хоризонти“ – Кевин Дж. Андерсън

121. „Олимп“ – Дан Симънс

122. „Макатрицата“ – братя Робертски

123. „Възвръщане“ – Сара Зетел

124. „Последният бастион“ – Пол Андерсън

125. „Отмъщението на прокълнатите“ – Алън Кол и Крис Бънч

126. „Слънчева буря“ – Артър Кларк и Стивън Бакстър

2006
127. „Разбудени фурии“ – Ричард Морган

128. „Сингуларно небе“ – Чарлз Строс

129. „Пясъчните войни, книга първа“ – Чарлз Ингрид

130. „Сивите“ – Уитли Стрийбър

131. „Нощният влак за Ригел“ – Тимъти Зан

132. „Железният изгрев“ – Чарлз Строс

133. „Завръщането на императора“ – Алън Кол и Крис Бънч

134. „Ускорение“ – Робърт Чарлз Уилсън

135. „Пясъчните войни, книга втора“ – Чарлз Ингрид

2007
136. „Разпръснати слънца“ – Кевин Дж. Андерсън

137. „Краят на дъгата“ – Върнър Виндж

138. „Облакът“ – Рей Хамънд

139. „Войната на старците“ – Джон Скалзи

140. „Хронолитите“ – Робърт Чарлз Уилсън

141. „Загадката на Марголия“ – Джак Макдевит

142. „Вариант 13“ – Ричард Морган

143. „Време на огън и мрак“ – Кевин Дж. Андерсън

2008
144. „Градът на нощната страна“ – Лорънс Уат-Еванс

145. „Книгата на черепите“ – Робърт Силвърбърг

146. „Вихър“ – Алън Кол и Крис Бънч

147. „Призрачните бригади“ – Джон Скалзи

148. „Планетата на приключенията - 1“ – Джак Ванс

149. „Планетата на приключенията - 2“ – Джак Ванс

150. „2012: Война за душите“ – Уитли Стрийбър

151. „Камуфлаж“ – Джо Холдеман

152. „Първородните“ – Артър Кларк и Стивън Бакстър

153. „Метален рояк“ – Кевин Дж. Андерсън

2009
154. „Земно ядро“ – Скот Сиглър

155. „Небесни материи“ – Ричард Гарфинкъл

156. „Лицето над водата“ – Робърт Силвърбърг

157. „Пепел от светове“ – Кевин Дж. Андерсън

158. „Ватерлиния“ – Александър Громов

159. „Няма да се уплаша от злото“ – Робърт Хайнлайн

160. „Бягащият ловец“ – Джордж Р. Р. Мартин; Гарднър Дозоа; Даниел Ейбрахам

161. „Дарвиния“ – Робърт Чарлз Уилсън

162. „Последната теорема“ – Артър Кларк и Фредерик Пол

163. „Проломът“ – Патрик Лий

2010
164. „Нещо зло се задава“ – Рей Бредбъри

165. „Пясъчните крале“ – Джордж Р. Р. Мартин

166. „„Звезден риск“ ООД" – Крис Бънч

167. „Криожега“ – Лоис Макмастър Бюджолд

168. „Малкия брат“ – Кори Доктороу

169. „Назад по линията“ – Робърт Силвърбърг
2011
170. „Гарнизон Василиск“ – Дейвид Уебър

2012
171. „Левиатан се пробужда“ – Джеймс С. А. Кори

172. „Момиче на пружина“ – Паоло Бачигалупи

173. „Нашествие“ – Б. В. Ларсън

174. „Сделката на капитан Ворпатрил“ – Лоис Макмастър Бюджолд

175. „Краят на империята“ – Алън Кол и Крис Бънч

176. „Вяра“ – Джон Лав

2013
177. „Небесна сянка“ – Дейвид С. Гойър и Майкъл Касът

178. „Войната на Калибан“ – Джеймс С. А. Кори

179. „За честта на кралицата“ – Дейвид Уебър

2014
180. „Купата на небесата“ – Грегъри Бенфорд и Лари Нивън

181. „Марсианецът“ – Анди Уеър

182. „Вратата на Абадон“ – Джеймс С. А. Кори

183. „Светът на мошениците“ – Крис Бънч

184. „Правдата на Торен“ – Ан Леки

2015
185. „Смъртта на светлината“ – Джордж Р. Р. Мартин

186. „Милостта на Калр“ – Ан Леки

187. „Сибола гори“ – Джеймс С. А. Кори

2016
188. „Джентълмен Джоул и Червената кралица“ – Лоис Макмастър Бюджолд

189. „Централна станция“ – Лави Тидхар

2017
190. „Изтребление“ – Б. В. Ларсън

2018
191. „Артемида“ – Анди Уеър

192. „Междинна станция „Кенгуру““ – Къртис Чен

193. „Игрите на Немезида“ – Джеймс С. А. Кори

2019
194. „Колапс“ – Джон Скалзи

195. „Апокалипсис“ – Джон Скалзи

2020
196. „Емперо“ – Джон Скалзи

197. „Разреден въздух“ – Ричард Морган

2021
198. „Проектът „Аве Мария““ – Анди Уеър

199. „Спомен, наречен империя“ – Аркади Мартин

2023
200. „Пустош, наречена мир“ – Аркади Мартин